# EyeVio
eyeVio（アイビオ）は株式会社スプラシアが運営する動画共有サービスである。

## 概要
パソコンからの利用だけではなく、ウォークマン、PlayStation Portable (PSP)、iPod、携帯電話等の自社他社問わない携帯型動画再生機での利用を前提としている（ただし運営会社変更後にソニー製品との連携は出来なくなる）。
既存の動画配信サービスに対して、閲覧だけには留まらない、利用者同士のコミュニケーションを目玉としている。
2009年（平成21年）5月29日をもってソニー株式会社による運営を終了し、2009年6月1日より株式会社スプラシアに引き継がれた。

## ソニーの動画配信サービスの歴史
2000年（平成12年）
- 11月18日 - ソニーがVAIOに搭載されたソフトウェアURecSight を使って、個人がインターネット生放送を行える有料サービス『パーキャスTV』を開始[1]。

2002年（平成14年）
- 2月13日 - ソニーとソニーコミュニケーションネットワークが『ソネット・ブロードバンド・メガチャンネル』を開始する[2]。
- 12月5日 - ソニーコミュニケーションネットワークがストリーミング放送及びVODサービスの『So-net TV』を開始する[3]。

2003年（平成15年）
- 3月31日 - 『パーキャスTV』のサービスを終了する[4]。
- 9月10日 - ソニーコミュニケーションネットワークがエアタクトシステム搭載のベガ (テレビ)に動画配信を開始する[5]。

2005年（平成17年）
- 7月27日 - ソニーコミュニケーションネットワークがPSP向けのVODサービス『Portable TV(P-TV)』を開始。後にPLAYSTATION 3やウォークマン、mylo、携帯電話への配信にも対応した[6]。
- 11月20日 - ソニーコミュニケーションネットワークがBRAVIAXシリーズ向けに生活情報配信サービス「TVホーム」を提供開始。

2006年（平成18年）
- 7月10日（アメリカ時間） - アメリカソニー・ピクチャーズ・ホーム・エンタテインメントがGUBAと、Sony Picturesが有している映画の配信契約を結ぶ[7]。
- 8月23日（アメリカ時間） - アメリカソニー・ピクチャーズ エンタテインメントがGrouper.comを6500万ドルで買収[8]。
- 10月9日（アメリカ時間） - アメリカソニー・ピクチャーズ・エンタテインメントがYouTubeと、音楽配信と二次創作に関する提携を行う[9]。
- 10月16日（アメリカ時間） - 買収したGrouper Networksがユニバーサルミュージックに著作権侵害で訴えられる[10]。

2007年（平成19年）
- 2月1日 - ソニーとソネットが出資した会社アクトビラがデジタルテレビ向けに情報・動画配信を開始する。
- 4月27日 - ソニーが動画共有サイトeyeVioのサービスを開始する[11]。
- 8月30日 - 『Portable TV(P-TV)』のサービスを終了する。以降PS3、PSP向けの動画配信はPLAYSTATION Storeが担う[12]。

2008年（平成20年）
- 3月31日 - ソニーマーケティングがフレッツサービスと提携してIPTVサービス『branco』を開始する[13]。視聴者同士で文章対話が出来る実況機能が搭載されていた。
- 6月30日 - 動画共有サイトeyeVioがハイビジョン解像度(1280×720)の動画の共有に対応（eyeVio HD Pro）。PS3やブラビアのセットトップボックスからの利用が可能になる。

2009年（平成21年）
- 1月30日 - ソニーマーケティングがIPTVサービス『branco』を終了する[14]。
- 4月16日 - ソニーが動画共有サイトeyeVioの運営を、オンライン動画編集サイト『Sprasia』を運営している株式会社スプラシアに任せる事を決定した[15]。
- 5月29日 - 動画共有サイトeyeVioのサービスが休止された。
- 6月1日 - 株式会社スプラシアによって動画共有サイトeyeVioの運営が再開された。
- 6月4日（アメリカ時間） - アメリカソニー・ミュージックエンタテインメントが、ユニバーサルミュージックとYoutubeの立ち上げる音楽ビデオサービス『VEVO』への参加を表明する[16]。